# 잭 케호
잭 키호(Jack Kehoe, 영어 발음: /ˈkiːhoʊ/, 1934년 11월 21일 ~ 2020년 1월 14일)는 미국의 배우이다.
뉴욕시 퀸즈의 애스토리아에서 태어났으며 로스앤젤레스에서 사망하였다.

## 영화
- 페이퍼 (1994년)
- 폴링 다운 (1993년)
- 영 건 2 (1990년) - 업슨 역
- 딕 트레이시 (1990년)
- 죽음의 카운트다운 (1988년) - 브룩턴 형사 역
- 미드나잇 런 (1988년)
- 언터처블 (1987년) - 월터 페인 역
- 마지막 승리 (1986년)
- 와일드 라이프 (1984년)
- 환상의 듀엣 (1983년)
- 그리니치의 건달들 (1983년)
- 이중 함정 (1983년)
- 코르테즈의 애가 (1982년)
- 레즈 (1981년)
- 멜빈과 하워드 (1980년)
- 로우 앤 디소더 (1974년)
- 에디 코일의 친구들 (1973년)
- 형사 서피코 (1973년) - 톰 역
- 스팅 (1973년) - 어리 키드 역
- 갱 댓 커든트 슛 스트레이트 (1971년)